# Acontia hortensis
Acontia hortensis är en fjärilsart som beskrevs av Swinhoe 1884. Acontia hortensis ingår i släktet Acontia och familjen nattflyn. Inga underarter finns listade i Catalogue of Life.